# Peux-et-Couffouleux
Peux-et-Couffouleux är en kommun i departementet Aveyron i regionen Occitanien i södra Frankrike. Kommunen ligger  i kantonen Camarès som ligger i arrondissementet Millau. År 2022 hade Peux-et-Couffouleux 87 invånare.

## Befolkningsutveckling
Antalet invånare i kommunen Peux-et-Couffouleux
Referens: INSEE